# Gag Order
Gag Order è il quinto album in studio della cantautrice statunitense Kesha, pubblicato il 19 maggio 2023 come ultimo progetto sotto contratto con le etichette discografiche Kemosabe e RCA Records.
In occasione del suo secondo anniversario di pubblicazione, nel 2025 il disco ha cambiato titolo in Eat the Acid e la sua copertina è stata modificata nelle piattaforme di streaming musicale.

## Antefatti
In un'intervista rilasciata a Billboard nel settembre 2019 per anticipare il quarto album in studio High Road, Kesha ha dichiarato di aver registrato un secondo «splendido album folk che sta solo aspettando il suo momento per brillare». Tuttavia la sua pubblicazione sarebbe dipesa dalla sua battaglia legale in corso con il suo manager e produttore discografico Dr. Luke e l'etichetta Kemosabe iniziata nel 2014.

## Descrizione
Il progetto discografico vede Kesha lavorare principalmente con il produttore Rick Rubin, oltre che con altri autori e produttori, tra cui Hudson Mohawke, Jason Lader, Kurt Vile, Dee Dee Ramone e Justin Tranter. Dal punto di vista musicale, l'album si discosta dal suono elettropop del suo album precedente e adotta un suono elettronico e psichedelico, sebbene siano presenti elementi di hyperpop, soul, lo-fi e darkwave.
Un paio di giorni prima del secondo anniversario dell'album, la copertina è stata modificata con un filtro rosa e viola, e il titolo dell'album è stato aggiornato in Eat the Acid sulle piattaforme di streaming. In una dichiarazione sui social media, Kesha menziona come Rick Rubin le abbia permesso di essere vulnerabile e le abbia creato uno spazio sicuro durante un periodo difficile. Afferma che il titolo dell'album era originariamente Eat the Acid, ma all'epoca non "vedeva ancora la luce". Per celebrare l'anniversario dell'album, sono state pubblicate le versioni demo di Fine Line e Happy.

## Promozione
Il 25 aprile 2023 Kesha ha confermato la data di pubblicazione dell'album insieme alla sua copertina ufficiale. Tre giorni più tardi, il doppio singolo Fine Line/Eat the Acid è stato pubblicato come primo estratto dal progetto. In seguito la cantante ha rivelato le date dell'Only Love Tour, tournée tenutasi tra ottobre e novembre 2023 negli Stati Uniti d'America e in Canada.

## Accoglienza
| Recensione           | Giudizio |
| -------------------- | -------- |
| AllMusic             |          |
| Clash                | 7/10     |
| NME                  |          |
| Pitchfork            | 7.1/10   |
| PopMatters           | 6/10     |
| Slant Magazine       |          |
| The Guardian         |          |
| The Independent      |          |
| The Line of Best Fit | 8/10     |

Gag Order ha ottenuto recensioni prevalentemente positive da parte della critica specializzata. Su Metacritic, sito che assegna un punteggio normalizzato su 100 in base a critiche selezionate, l'album ha ottenuto un punteggio medio di 75 basato su undici recensioni.
Tara Joshi del The Guardian afferma che l'album «si muove tra sonorità liriche e new age e ondate crescenti di euforia» raccontando nei testi «riflessioni ironiche sulla fama, sul disgusto di sé, sulla rabbia e sullo sfruttamento dell'industria musicale», apprezzando la capacità di Kesha di affrontare «la cruda realtà dei traumi e delle loro conseguenze». Helen Brown The Independent rimane piacevolente colpito da come «il trauma di Kesha si contorca in questo affascinante nido serpeggianti canzoni elettroniche», scrivendo che la produzione di Rubin sia in grado di dare «un'elevata atmosfera gospel-blues ai ritmi stomp-squelch» in grado di risaltare la voce della cantante.
Alex Rigotti di Clash ha definito l'album un progetto «pop incredibilmente sofisticato», che sebbene presenti «una tavolozza strumentale relativamente ristretta» è in grado di coniugare «abilmente il suo passato musicale in un suono vario ma coerente». Rigotti trova inoltre che la produzione «minimalista» di Rubin «soffoca molti dei brani», ma «quando l'album decide di liberarsi, i risultati sono sorprendenti».

## Tracce
1. Something to Believe In – 3:29 (testo: Kesha Sebert, Pebe Sebert – musica: Kesha Sebert, Stuart Crichton)
2. Eat the Acid – 4:03 (testo: Kesha Sebert, Pebe Sebert – musica: Kesha Sebert, Stuart Crichton)
3. Living in My Head – 3:06 (testo: Kesha Sebert, Gabriella Grombacher – musica: Kesha Sebert, Ross Birchard, Frederick Rubin, Everett Romano)
4. Fine Line – 3:26 (testo: Kesha Sebert, Pebe Sebert – musica: Kesha Sebert, Ajay Bhattacharyya)
5. Only Love Can Save Us Now – 2:34 (testo: Kesha Sebert – musica: Kesha Sebert, Ajay Bhattacharyya, Jussi Karvinen)
6. All I Need Is You – 3:01 (testo: Kesha Sebert, Caroline Pennell – musica: Kesha Sebert, Ajay Bhattacharyya, Jussi Karvinen, Rex Kudo, Everett Romano)
7. The Drama – 4:23 (testo: Kesha Sebert – musica: Kesha Sebert, Drew Pearson, Shawn Everett, Kurt Vile, Johnny Ramone, Dee Dee Ramone, Joey Ramone)
8. Ram Dass Interlude – 1:14
9. Too Far Gone – 2:17 (testo: Kesha Sebert, Skyler Stonestreet – musica: Kesha Sebert, Drew Pearson)
10. Peace & Quiet – 2:57 (testo: Kesha Sebert, Kennedi Lykken, Kathleen Brady Ross – musica: Kesha Sebert, Ross Matthew Birchard)
11. Only Love Reprise – 1:15 (testo: Kesha Sebert – musica: Kesha Sebert, Ajay Bhattacharyya, VantaBlaqJungleKat, Jussi Karvinen, Fredrick Rubin)
12. Hate Me Harder – 2:48 (testo: Kesha Sebert, Justin Tranter, Caroline Pennell, Kennedi Lykken – musica: Kesha Sebert, Ajay Bhattacharyya, Jussi Karvinen)
13. Happy – 4:22 (testo: Kesha Sebert, Skyler Stonestreet – musica: Kesha Sebert, Blake Slatkin)

Durata totale: 38:55

## Successo commerciale
Il progetto discografico ha esordito alla posizione 187 della Billboard 200, divenendo l'ingresso più basso nella classifica nella discografia dell'artista con poco più di 8 mila copie. Il fatto è stato associato ad uno scarso interesse per l'etichetta discografica nel promuovere l'album, in quanto ultimo progetto dell'artista con la casa discografica e per le cause legali della cantante contro il fondatore della stessa.

## Classifiche
| Classifica (2023)               | Posizione massima |
| ------------------------------- | ----------------- |
| Stati Uniti (album alternativi) | 14                |